# Michal Nohejl
Michal Nohejl (* 11. srpna 1972, Hradec Králové) je bývalý český hokejový útočník.

## Kariéra
S hokejem začínal v šesti letech v klubu TJ Stadion Hradec Králové, jehož je i odchovancem. V mužstvu dospělých debutoval v dresu mateřského klubu v roce 1990, ve svých 18 letech. V sezóně 1992/93 pomáhal mužstvu Stadionu s historickým postupem Hradce Králové do ELH. Vrcholem jeho kariéry byla následující sezóna 1993/94, kdy si zahrál extraligu a v 38 odehraných zápasech si připsal 8 kanadských bodů, za 5 branek a 3 asistence. V dalších létech hrál již pouze v nižších soutěžích, než v roce 2003 definitivně ukončil sportovní kariéru. V současnosti je generálním manažerem fotbalového klubu AFK Probluz.

## Klubové statistiky
| 1993–94 | HC Stadion Hradec Králové | ELH     | 38 | 5  | 3 | 8  | — | — | — | — |
| 1994–95 | HC Lev Hradec Králové     | 1. liga |    |    |   |    | — | — | — | — |
| 1995–96 | HC Lev Hradec Králové     | 1. liga | 36 | 10 | 7 | 17 | - | - | - | - |
| 1996–97 | HC Kaučuk Kralupy         | 1. liga | 40 | 10 | 6 | 16 | - | - | - | - |
| 1997–98 | HC Kaučuk Kralupy         | 1. liga | 52 | 21 | 8 | 29 | - | - | - | - |
| 1998–99 | HC Kaučuk Kralupy         | 1. liga | 37 | 8  | 7 | 15 | - | - | - | - |
| 1999–00 | HC Šumperk                | 1. liga | 44 | 12 | 6 | 18 | 6 | 0 | 0 | 0 |
| 2000–01 | HC Hradec Králové         | 2. liga | 21 | 8  | 5 | 13 | - | - | - | - |
| 2001–02 | HC Hradec Králové         | 2. liga | 23 | 4  | 4 | 8  | - | - | - | - |
| 2001–02 | HC Šumperk/Hradec Králové | 1. liga | 9  | 1  | 1 | 2  | - | - | - | - |
| 2002–03 | HC VČE Hradec Králové     | 1. liga | 33 | 11 | 5 | 16 | - | - | - | - |